# حافظه فلش

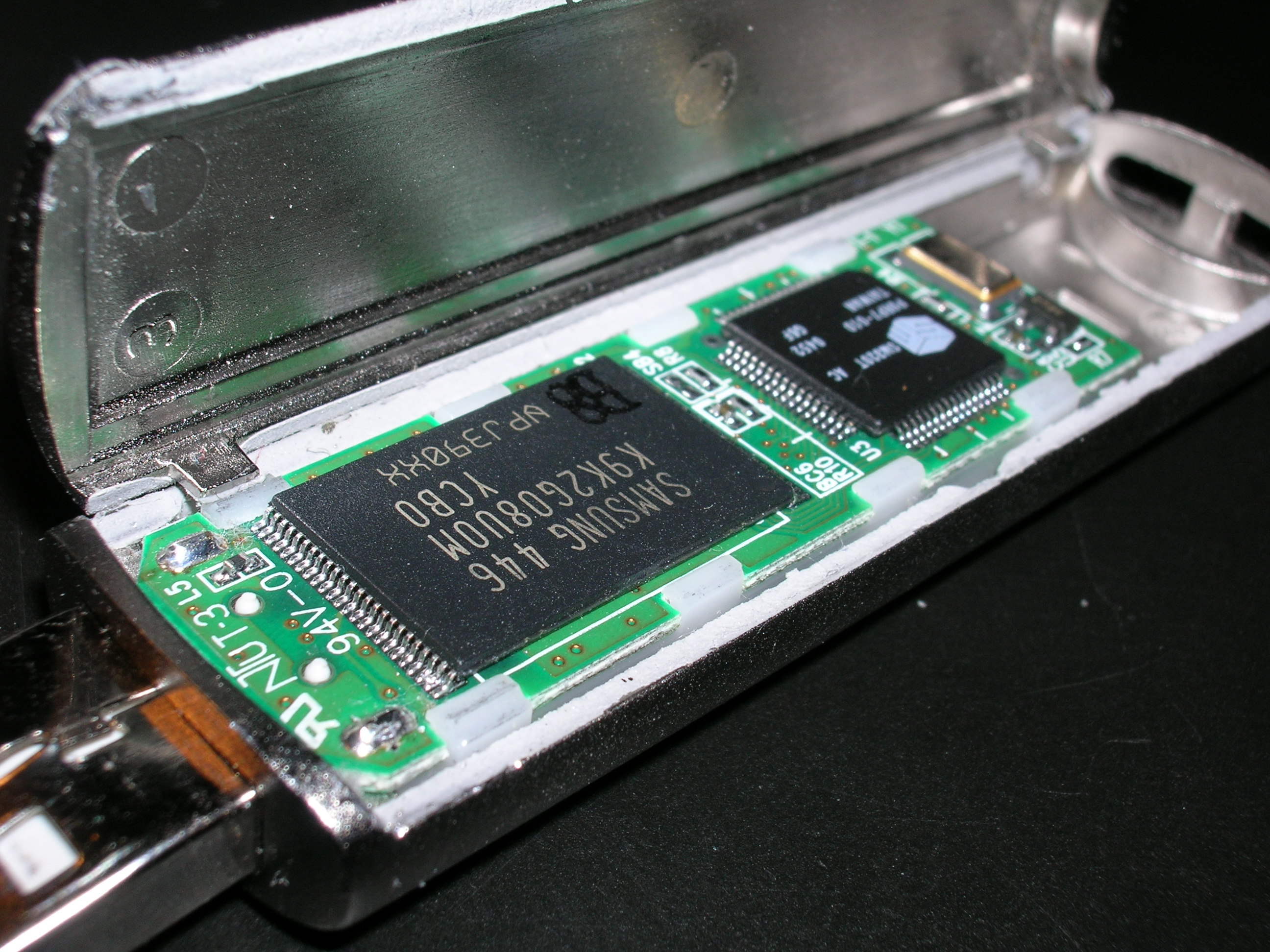
درون یواس‌بی فلش درایو از حافظه فلش استفاده شده. قطعه طرف چپ حافظهٔ فلش و میکروکنترولر در طرف راست است.

حافظهٔ ترابرد یا فلش مموری (به انگلیسی: Flash memory)، حافظه غیرفرار ذخیره‌سازی رایانه‌ای است که می‌توان آن را به صورت الکتریکی پاک و دوباره برنامه‌ریزی کرد. این فناوری عمدتاً در رسانه‌های جداشدنی مانند یواس‌بی فلش درایو، کارت‌های حافظه و درایو حالت جامد استفاده می‌شود و برای ذخیره‌سازی عمومی و انتقال داده‌ها بین رایانه‌ها و دیگر محصولات دیجیتال به کار می‌رود. این نوع خاصی از ئی‌ئیپ‌رام (حافظهٔ فقط خواندنی پاک‌شدنی و قابل برنامه‌ریزی به صورت الکتریکی) است که در قطعات بزرگ، پاک و برنامه‌ریزی شده‌است.
از آنجا که حافظهٔ فلش غیر فرّار است، هیچ نیرویی برای نگه داشتن اطلاعات درون قطعه مورد نیاز نیست.
علاوه بر این، این حافظه به ارائه گذاشتن سریع اطلاعات در هر دسترسی (اگر چه به اندازهٔ حافظه فرّار پویا با دسترسی تصادفی (دی‌رَم)، که برای حافظه اصلی در رایانه‌ها به کار می‌رود سریع نیست) ولی مقاوم‌تر از دیسک سخت در برابر شوک حرکتی می‌باشد.
دو نوع حافظهٔ فلش وجود دارد که برحسب منطق‌های نَند، نُر نام‌گذاری شده‌اند سلول‌های مستقل حافظهٔ فلش مشخصات درونی مشابهی با دروازهٔ مربوط را نشان می‌دهند. در حالی که ئی‌پی‌رامها باید قبل از نوشته شدن به‌طور کامل پاک شوند، فلش‌های نوع نند می‌توانند هم‌زمان در بلوک‌هایی که معمولاً از کّل دستگاه کوچکترند خوانده و نوشته شوند. فلش‌های نُر به یک کلمهٔ ماشینی تنها (بایت) اجازه می‌دهند بر روی یک محل پاک شده بدون وابستگی نوشته یا خواند شوند.
نوع نَند به صورت عمده در کارت‌های حفظ فلش‌های یواس‌بی و درایوهای حالت جامد و محصولات مشابه برای ذخیره معمولی و انتقال داده استفاده می‌شود. فلش‌های نَند، نُر معمولاً برای ذخیره پیکر بندی داده‌ها در بسیاری از محصولات دیجیتالی استفاده می‌شوند مسئولیتی که در گذشته به وسیلهٔ ئی‌پی‌رامها یا حافظهٔ استاتیک باتری دار ممکن می‌شد. یکی از معایب حافظهٔ فلش تعداد محدود چرخه‌های خواندن یا نوشتن در یک بلوک خاص است.
فلش‌های نُر و نَند نام خود را از روابط داخلی بین سلول‌های حافظه‌شان می‌گیرند. مشابه دروازهٔ نند، در فلش‌های نند هم دروازه‌ها در سری‌هایی به هم متصل هستند. در یک دروازه نُر ترانزیستورها به‌طور موازی به هم متصل هستند و مانند آن در فلش نُر سلول‌ها به‌طور موازی به خطوط بیت متصل هستند و به همین دلیل است که سلول‌ها می‌توانند جداگانه و مستقل، خوانده و برنامه‌نویسی شوند. در مقایسه با فلش‌های نُر جایگزین کردن یک ترانزیستور با گروه‌های سری لینک شده یک سطح آدرس دهی اضافی به آن‌ها می‌افزاید. در حالی که فلش‌های نُر می‌توانند حافظه را با صفحه و سپس کلمه آدرس دهی کنند. فلش‌های نَند می‌توانند آن را با صفحه، کلمه و بیت آدرس دهی کنند.

## انواع حافظه فلش

### فلش نُر
هر سلول در فلش نُر یک بخش پایانی دارد که مستقیماً به زمین متصل است و بخش پایانی دیگری که مستقیماً به یک خط بیت متصل است. این ترتیب به این دلیل نُر نامید شده‌است که مثل یک دروازه نُر عمل می‌کند. وقتی یکی از خطوط کلمه‌ها High شود ترانزیستور ذخیره‌کننده مربوط عمل می‌کند تا خط بیت خروجی را Low کند.

### فلش نَند
فلش نَند نیز از ترانزیستورهایی با گیت شناور استفاده می‌کند اما آن‌ها به صورتی به هم متصل اند که دروازهٔ نَند را شبیه‌سازی می‌کنند. تعداد زیادی از ترانزیستورها به صورت سری متصل‌اند و خط بیت تنها در صورتی Low می‌شود که تمامی خطوط کلمه‌ها High شده باشند. سپس این گروه‌ها به وسیلهٔ تعداد اضافی ترانزیستور به یک آرایه با استایل نُر متصل شده‌اند مشابه حالتی که ترانزیستورهای تنها در یک فلش نُر به هم ارتباط پیدا کرده‌اند.

### فلش نَند عمودی
در حافظه نَند عمودی (به انگلیسی: Vertical NAND)، سلول‌های حافظه به‌طور عمودی روی هم قرار می‌گیرند. با این کار بدون احتیاج به سلول‌هایی کوچک‌تر می‌توان تراکم سطحی بالاتری برای سلول‌ها ایجاد کرد.

#### ساختار
در ساختاری که در نند عمودی استفاده شده‌است، بار الکتریکی روی یک فیلم سیلیکون نیترید ذخیره می‌شود. فیلم‌های سیلیکون نیترید قابلیت این را دارند که ضخیم‌تر شوند و بار بیشتری بر روی خود جا دهند و علاوه بر آن مقاومت بالایی دارند.
بارهای الکتریکی نمی‌توانند به‌طور عمودی در واسطه سیلیکون نیترید حرکت کنند، در نتیجه سلول‌های حافظه در لایه‌های عمودی متفاوت، با هم هیچ تداخلی ندارند. هر مجموعه عمودی، از نظر الکتریکی مشابه گروه‌های متصل به همی که در ساختار نند معمولی استفاده می‌شوند، می‌باشد.

#### عملکرد
از سال ۲۰۱۳ عملیات نوشتن و خواندن توسط حافظه نَند عمودی، با سرعتی معادل دو برابر سرعت حافظه نَند معمولی اتفاق می‌افتد. از طرفی حافظه نند عمودی با مصرف تنها ۵۰ درصد انرژی مصرفی حافظه نَند معمولی تا ۱۰ برابر آن عمر می‌کند.

## معماری حافظه فلش
معماری حافظه فلش شامل یک آرایه حافظه است که با تعداد زیادی سلول‌های فلش جمع شده‌است. سلول اصلی حافظه فلش شامل یک ترانزیستور ذخیره‌سازی با یک دروازه کنترل و دروازه شناور است که از بقیه ترانزیستور توسط یک ماده دی الکتریک نازک یا لایه اکسید عایق شده‌است. دروازه شناور بار الکتریکی را ذخیره می‌کند و جریان الکتریکی را کنترل می‌کند.

### چهار نوع مختلف تراشه فلش داخلی

#### سلول تک‌لایه (SLC)
این نوع حافظه در هر سلول یک بیت دارد و از نظر قیمت گران‌ترین نوع است و از قدرت کمتری برای ذخیره اطلاعات برخوردار است اما قدرت ارسال اطلاعات سریعتری نسبت به بقیه دارد. این نوع حافظه برای برنامه‌های صنعتی و نگه داشتن اطلاعات بسیار مهم مناسب است.

#### سلول چندلایه (MLC)
این نوع حافظه در هر سلول دو مقدار بیت دارد، به عبارتی دو برابر نوع قبلی اطلاعات ذخیره می‌کند. این نوع فلش در حافظه‌های مصرفی معمولی استفاده می‌شود و و ارزان‌تر از نوع SLC می‌باشند که نسبت به آن دارای محدودیت استقامتی کمتر و چرخه نوشتن و پاک کردن کوچکتری است.

#### سلول سه‌گانه‌لایه (TLC)
این مدل همان‌طور که از نام پیداست سه بیت در هر سلول است. از نظر قیمت ارزان‌ترین نوع فلش است و تراکم بالایی دارد. با این حال سرعت خواندن و نوشتن و استقامت آن کمتر از انواع دیگر است. به‌طور معمول این نوع فلش برای اطلاعات محدود و غیر مهم استفاده می‌شوند.

#### سلول آهن‌ربایی (UFS)
این نوع حافظه داخلی یک تراشه ۴ نانومتری است که برای دستگاه‌های تلفن همراه هوشمند استفاده می‌شود و ساخت کشور آلمان است معنی نام تجاری UFS [Universal Flash Storage]
به فارسی می‌شود حافظه فلش جهانی و سرعت‌های انتقال آن به شکل زیر است
- UFS 2.0 - 3Mb/11kb {یک گیگابایت در ۳۰ دقیقه}

- UFS 2.1 - 6.70Mb/141kb {یک گیگابایت در ۱۵ دقیقه}

- UFS 3.1 - 3Gb/270mb {یک گیگابایت در ۲ دقیقه}

وی کمپانی‌های که این تراشه را از شرکت Flashback آلمان خریداری می‌کنند به شرح زیر
- Samsung

- Xiaomi

- Honor

- Sony

- Apple

- Nokia

- Google

- OnePlus

- Realme

## محدودیت‌های حافظه فلش

### پاک کردن بلوکی
در حافظه فلش هر یک از بیت‌ها جداگانه قابل برنامه‌نویسی یا خواندن می‌باشند، اما اگر بخواهیم یک بیت دلخواه را پاک کنیم کّل بلوک پاک می‌شود؛ یعنی وقتی حتی تنها یک بیت صفر شده‌است برای یک کردن آن بیت باید کل بلوک را یک کنیم.
حافظه فلش (به‌طور خاص فلش نُر)، به ما قابلیت اجرای عملیات دوباره‌نویسی و پاک کردن، همراه با دسترسی تصادفی و دلخواه نمی‌دهد.

### تحلیل حافظه
حافظه فلش تعداد محدودی حلقه نوشتن و پاک کردن را پشتیبانی می‌کند. بیشتر فلش‌های در دسترس ما، به‌طور تضمینی قبل از اینکه تحلیل رفتن حافظه کیفیت آن را پایین بیاورد، حدود ۱۰۰۰۰۰ حلقه نوشتن و پاک کردن را پوشش می‌دهند.
برای کمتر کردن آثار این مشکل در بعضی از سیستم‌ها از روشی استفاده می‌شود که در آن با شمارش تعداد عملیات نوشتن و بازنگاری پویای بلوک‌ها جهت توزیع عملیات نوشتن در بین بخش‌های مختلف، باعث پایین آمدن سطح تحلیل حافظه می‌شویم. این روش یکسان کردن تحلیل نام‌گذاری شده‌است.
در سال ۲۰۱۲، مهندسان تایوانی در آی-تریپِل-ئی، نشست دستگاه‌های الکترونی ۲۰۱۲، اعلام کردند که با استفاده از پروسه‌ای به نام خوداصلاحی، موفق شدند تعداد چرخه‌های حافظه فلش نند را از ۱۰۰۰۰ به ۱۰۰ میلیون افزایش دهند. نتیجه این پروسه این است که یک تراشه می‌تواند بارها و بارها پاک و دوباره‌نویسی شود، بدون این که از کار بیفتد.

### اختلال در خواندن
اختلال در خواندن وقتی اتفاق می‌افتد که در طول عملیات خواندن یک بیت یا بیشتر تغییر کنند. اختلال در خواندن درون بلوکی که در حال خوانده شدن است، اما در صفحه یا صفحات دیگر که در حال خوانده شدن نیستند، اتفاق می‌افتد. اگر تعداد زیادی عملیات خواندن (حدود چند ۱۰۰۰۰۰ یا چند میلیون) قبل از انجام عملیات پاک کردن انجام دهیم، این اختلال ممکن است اتفاق بیفتد. بعد از وقوع این اختلال باید بلوکی را که اختلال در آن اتفاق افتاده‌است را پاک کنیم و دوباره داده‌ها را در آن بنویسیم.